# Augusta Read Thomas
Augusta Read Thomas, née le 24 avril 1964, est une compositrice américaine.

## Biographie
Augusta Read Thomas naît à Glen Cove. Elle suit les cours de la Green Vale School puis se rend à la St. Paul's School (en) à Concord, New Hampshire. Elle étudie ensuite la composition avec Jacob Druckman à Yale et à la Royal Academy of Music avec Paul Patterson ainsi qu'avec Alan Stout (en) et M. William Karlins (arz) à l'Université Northwestern. Elle reçoit un poste à l'École de musique Eastman à seulement 33 ans, mais elle le quitte pour enseigner à la Northwestern University School of Music (en). Alors qu'elle est à Eastman, elle est nommée Compositrice Résidente à l'Orchestre symphonique de Chicago, position qu'elle garde jusqu'en 2006 ; Osvaldo Golijov et Mark-Anthony Turnage lui succèdent. En 2006, Thomas démissionne de son poste d'enseignante à l'Université Northwestern pour se dédier exclusivement à la composition.
Elle est présidente du conseil d'administration du Centre de musique américain (en) et vit à Chicago et à Becket, Massachusetts,. Le 8 novembre 2010, l'Université de Chicago annonce qu'elle est nommée professeure de composition dans le département de musique de l'université.
La musique de Thomas évite les formes traditionnelles comme la sonate ou les styles traditionnels comme la musique populaire. Sa musique est influencée par le jazz ainsi que par des compositeurs comme Luciano Berio dans son utilisation de rythmes improvisés sonores et d'harmonies colorées.
Un album de l'ensemble Chanticleer contenant ses pièces chorales The Rub of Love et Love Songs a gagné un Grammy.
En 2017, elle est une des cinq finalistes du Concours international de composition Henri Dutilleux, organisé à Saint-Pierre-des-Corps (Indre-et-Loire, France).
Thomas est mariée au compositeur américain Bernard Rands. En 1997 le violoncelliste Mstislav Rostropovich et l'Orchestre symphonique de Boston présentèrent un concert inhabituel au cours duquel des œuvres de Rands et Thomas furent jouées pour la première fois,.

## Œuvre

### Orchestrale
- Concerto pour violoncelle - Vigil (1990), pour violoncelle et orchestre de chambre
- Meditation (1990), concerto pour trombone & orchestre
- Words of the Sea (1995)
- Concerto pour violon - Spirit Musings (1997), pour violon et orchestre de chambre
- Concerto pour orchestre - Orbital Beacons (1998)
- Ceremonial (1999)
- Concerto pour piano - Aurora (1999), pour piano et orchestre
- Ritual Incantations (1999), concerto violoncelle solo, flute, hautbois et violon et orchestre de chambre
- Ring Out Wild Bells, to the Wild Sky (2000), pour soprano solo, chœur S.A.T.B. & orchestre
- Daylight Divine (2001), pour soprano solo, chœur d'enfants et orchestre
- magnecticfireflies (2001), pour concert band
- Prayer Bells (2001)
- Canticle Weaving (2002), concerto pour trombone
- Chanting to Paradise (2002), pour soprano solo, chœur S.A.T.B. & orchestre
- Song in Sorrow (2002), pour soprano solo, sextet de voix de femmes, chœur S.A.T.B. & orchestre
- Sunlight Echoes (2002), pour chœur S.A.T.B. & orchestre
- Trainwork (2002)
- Dancing Galaxy (2004), pour concert band
- Galaxy Dances (2004)
- Gathering Paradise (2004), cycle de chants pour soprano & orchestre
- Silver Chants the Litanies (2004), concerto pour cor et orchestre de chambre
- Tangle (2004)
- Astral Canticle (2005), double concerto pour violon et flûte et & orchestre
- Credences of Summer (2005)
- Shakin' (Hommage à Elvis Presley et Igor Stravinsky) (2005)
- Prayer and Celebration (2006), pour orchestre de chambre
- Helios Choros I (2007)
- Helios Choros III (2007)
- Terpsichore's Dream (2007), pour orchestre de chambre
- Absolute Ocean (2008), pour soprano, harpe & orchestre de chambre
- Dream Threads (2008)
- Helios Choros II (2008)
- Concerto pour violon No. 3 - Juggler in Paradise (2008), pour violon & orchestre
- Jubilee (2009)
- Of Paradise and Light (2010), pour orchestre à cordes
- Radiant Circles (2010)

### Chorale
- Alleluia (Midsummer Blaze) (1993) pour chœur S.A.T.B. a cappella
- The Rub of Love (1995) pour chœur S.A.T.B. a cappella
- Psalm 91: verse 11 (1996) pour chœur S.A.T.B. a cappella
- Love Songs (1997) pour chœur S.A.T.B. a cappella
- Ring Out Wild Bells, to the Wild Sky (2000) pour soprano solo, chœur S.A.T.B. & orchestre
- Daylight Divine (2001) pour soprano solo, chœur d'enfants & orchestre
- Chanting to Paradise (2002) pour soprano solo, chœur S.A.T.B. & orchestre
- Song in Sorrow (2002) pour soprano solo, sextet de voix de femmes, chœur S.A.T.B. & orchestre
- Sunlight Echoes (2002) pour chœur S.A.T.B.& orchestre
- Four Basho Settings (2003) pour chœur d'enfants a cappella
- To the Rain (2003) pour chœur d'enfants a cappella
- Fruit of my Spirit (2004) pour chœur S.A.T.B. a cappella
- Purple Syllables (2004) pour chœur S.A.T.B. a cappella
- Prairie Sketches "...diamonds on orchid velvet..." (2004) pour soprano solo, petit chœur & septet
- Berkshire Songs (2005) pour chœur d'enfants a cappella ou chœur S.A.T.B.
- The Rewaking (2005) pour chœur T.T.B.B. a cappella
- Juggler of the Day (2007) pour chœur S.S.A.A. a cappella
- Roses (2008) pour chœur S.S.A.A. choir & piano
- Flash (2011) pour chœur S.A.T.B. & orchestre

### De chambre
- Chant (1991) pour saxophone alto/violoncelle/violon alto & piano
- Passion Prayers (1999) pour violoncelle solo & flûte, clarinette, violon, piano, harpe & percussion
- ...a circle around the sun... (2000) pour trio de piano
- Fugitive Star (2000) pour quatuor à cordes
- Invocations (2000) pour quatuor à cordes
- Ring Flourish Blaze (2000) pour seize cuivres
- Eagle at Sunrise (2001) pour quatuor à cordes
- Murmers in the Mist of Memory (2001) pour onze cordes
- Rumi Settings (2001) pour violon et violoncelle
- In My Sky at Twilight (2002) cycle de chants pour soprano et grand ensemble
- Light the First Light of Evening (2002) pour grand ensemble
- Rise Chanting (2002) pour quatuor à cordes
- Final Soliloquy of the Interior Paramour (2004) pour mezzo-soprano, tenor soli & grand ensemble
- Whispers of Summer (2004) pour trois violoncelles
- Carillon Sky (2005) pour violon solo & grand ensemble
- Memory: Swells (2005) pour deux guitares
- Moon Jig (2005) pour trio de piano
- Angel Tears and Earth Prayers (2006) pour trompette et orgue
- Dancing Helix Rituals (2006) pour clarinette, violon & piano
- Silent Moon (2006) pour violon & violon alto
- The Soul is Light (2006) pour hautbois, violon et clavecin
- Toft Serenade (2006) pour violon & piano
- Cantos for Slava (2007) pour violoncelle/violon alto & piano
- Scat (2007) pour hautbois, clavecin, violon, violon alto et violoncelle
- Scherzi Musicali (2007) pour cor, deux trompettes & trombone
- Squeeze (2007) pour quatuor de saxophones
- Capricious Angels (2009) pour flûte, hautbois, clarinette, cor, trois violons et violon alto
- Fête (2010) pour ensemble de cuivres
- Pilgrim Soul (2011) pour cor Anglais & deux violons

### Vocale
- Among Dawn Flowers (2001) pour soprano & piano
- Bubble: Rainbow (spirit level) (2003) pour soprano solo & petit ensemble
- Sun Songs (2004) pour mezzo-soprano & trois percussions

### Pour soliste
- Incantation (1995) pour violon
- Spring Song (1995) pour violoncelle
- Bells Ring Summer (2000) pour violoncelle
- Aspen Starry Night Prayer Chords (2001) pour piano
- Incantation (2002) pour violon alto
- Pulsar (2002) pour violon
- Rush (2004) pour violon
- Silhouettes (2004) pour marimba
- Caprice (2005) pour violon
- D(i)agon(als) (2005) pour clarinette
- Pulsar (2006) pour violon alto
- Six Etudes (2006) pour piano
- Traces (2006) pour piano
- Eurythmy Etudes (2007) pour piano
- Love Twitters (2007) pour piano
- Bells (2008) pour duo de piano
- Euterpe's Caprice (2008) pour flûte
- Lake Reflecting Stars with Moonrise (2008) pour saxophone ou violoncelle
- Aureole (2009) pour violon
- Cirque (2009) pour piano
- Dream Catcher (2009) pour violon ou violon alto